# Max Cassirer

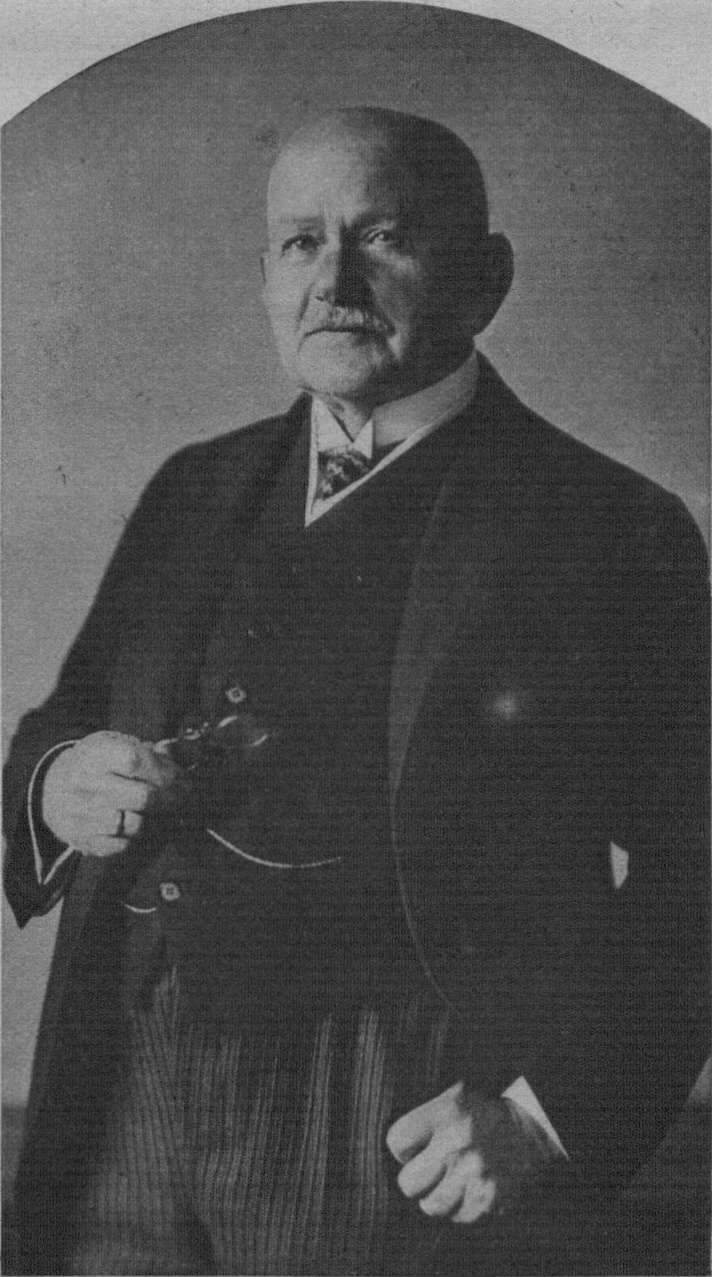
Max Cassirer (1927)

Max Cassirer (* 18. Oktober 1857 in Schwientochlowitz, Oberschlesien; † 15. Januar 1943 in Llanelltyd, Wales) war ein deutscher Unternehmer und Kommunalpolitiker.

## Leben
Max Cassirer entstammte der deutsch-jüdischen Unternehmerfamilie Cassirer, seine Eltern waren der Kaufmann Marcus Cassirer (1809–1879) und dessen Ehefrau Jeannette Cassirer geborene Steinitz (1813–1889). Er wurde 1857 in Schwientochlowitz geboren und heiratete Hedwig geborene Freund (1862–1928), eine Schwester von Natalie Freund, der späteren Frau seines Bruders Salo Cassirer. Mit ihr hatte er drei Kinder: Kurt Hans (1883–1975; Kunsthändler und Kunsthistoriker), Edith Johanna (1885–1982; Reformpädagogin; verheiratet mit Paul Geheeb) und Franz Otto (1886–1912; Geschäftsmann).
Nach dem Abitur in Kattowitz studierte er in Breslau und Berlin Medizin. Im Jahr 1881 gründete er sein erstes Unternehmen in Danzig, ein Holz-Export-Geschäft. 1887 zog er in die damals noch selbständige Stadt Charlottenburg bei Berlin. Gemeinsam mit seinen Brüdern Julius, Louis und Isidor gründete er die Firma Cassirer & Co., und im Jahr 1899 gründeten sie die Włocławeker Sulfit-Cellulose-Fabrik J. & M. Cassirer als Zellstofffabrik in Włocławek, die er leitete. Nach dem Ersten Weltkrieg übernahm er die Leitung der Tillgner & Co. Zellstoffwerke KG, die in Berlin und im schlesischen Ziegenhals (Głuchołazy) ansässig war.
Ab 1893 war er parteiloses Mitglied der Stadtverordnetenversammlung und ab 1909 Stadtrat in Charlottenburg. Als Charlottenburg 1920 ein Verwaltungsbezirk von Groß-Berlin wurde, trat er am 18. Februar 1920 als Stadtrat zurück. Am gleichen Tag verlieh ihm die Stadt Charlottenburg für seine Verdienste die Ehrenbürgerwürde. Ab Juni 1920 war er Mitglied der neugegründeten Bezirksverordnetenversammlung des Bezirks Charlottenburg.
Er unterstützte verschiedene künstlerische Aktivitäten. So stiftete er zum Beispiel den Entenbrunnen, der heute vor dem Berliner Renaissance-Theater steht. Mit dessen Schöpfer, dem Bildhauer August Gaul, war er viele Jahre eng verbunden.  Cassirer kaufte die Villa von einem bankrott gegangenen Immobilienakier. Sozial engagierte sich Cassirer in vielen Bereichen. Er unterstützte zusammen mit anderen Familienmitgliedern die sozialen Stiftungen seiner Brüder und finanzierte die Odenwaldschule, die seine Tochter Edith mit ihrem Mann Paul Geheeb aufbaute. In der Ecole d’Humanité erinnert seit 1970 das Max-Cassirer-Haus an sein Engagement. 1928 wurde Max Cassirer Ehrensenator der Technischen Hochschule Berlin.
Im gleichen Jahr traf ihn mit dem Tod seiner Frau Hedwig ein schwerer persönlicher Schlag. Sie starb, wie der gemeinsame Sohn Franz zuvor, nach einer Blinddarmoperation. Der Witwer erwarb auf sechzig Jahre das Nutzungsrecht für ein Erbbegräbnis auf dem Friedhof Heerstraße in Berlin-Westend, wo auch er bestattet werden wollte. Den 1912 verstorbenen Sohn Franz ließ Cassirer hierhin umbetten. Nach Entwürfen von Ernst Lessing entstand ein imposantes Grabmal mit einem Tierrelief nach Zeichnungen von August Gaul.

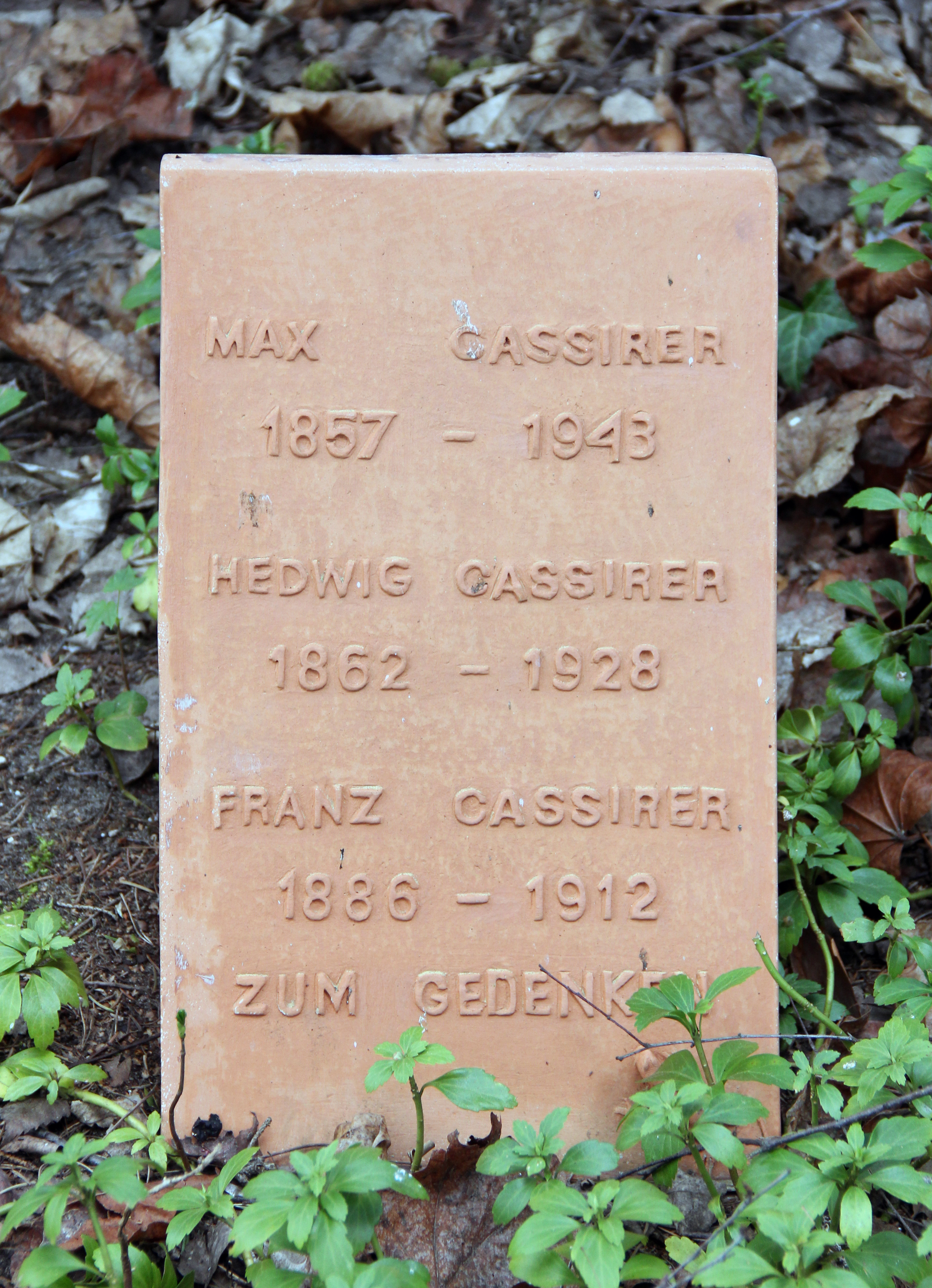
Gedenktafel für Max Cassirer und seine Familie am ehemaligen Erbbegräbnis der Familie auf dem Friedhof Heerstraße in Berlin-Westend

Nach 1933 verlor Max Cassirer einen Großteil seines Vermögens. Sein Aktienkapital ging an die Siemens-Tochtergesellschaft Elektro-Licht- und Kraftanlagen AG Berlin. 1938 wurde auch sein restliches Vermögen „arisiert“ und er zum Verkauf der Villa gezwungen. Im Dezember 1938 gelang ihm die Emigration. Zuerst floh er zu seiner Tochter in die Schweiz; diese war mit ihrem Mann und einigen gemeinsamen Schülern bereits 1934 dorthin emigriert. 1939 reiste er nach Großbritannien, wo er bis zu seinem Lebensende lebte.
Im Jahr 1941 wurde er ausgebürgert und sein restliches Vermögen eingezogen. Er verlor Bankguthaben von mehreren Hunderttausend Reichsmark, seine Kunstsammlung wurde versteigert bzw. beschlagnahmt. Max Cassirer starb zwei Jahre später im walisischen Exil. Seine letzte Ruhestätte befindet sich ohne Grabstein auf dem Friedhof in Llanelltyd, Wales.
Die Familie, die nach dem Zweiten Weltkrieg eine Gedenkinschrift für ihn am Grabdenkmal seiner Frau Hedwig hatte anbringen lassen, gab das Erbbegräbnis 1980 auf. Seit 1984 dient die Grabstelle mit dem erhaltenen Denkmal von Ernst Lessing als letzte Ruhestätte des Kunsthistorikers Hans Maria Wingler. Dessen Witwe ließ dort eine kleine Terrakottatafel errichten, die an Max, Hedwig und Franz Cassirer erinnert.